# Paul Castellano
Constantino Paul "Big Paul" Castellano, född 20 juni 1915 i Brooklyn i New York, död 16 december 1985 på Manhattan i New York, var en amerikansk maffiaboss, kusin till Carlo Gambino. Paul Castellano tog över som högsta boss för familjen Gambino efter Carlo Gambinos död 1976, eller rättare sagt fick han positionen till skänks av Carlo Gambino.
Paul Castellano mördades vid ett attentat den 16 december 1985 utanför Sparks Steakhouse på Manhattan i New York, på order av John Gotti så att denne kunde ta över kontrollen över brottssyndikatet.